# جون غريفز
جون غريفز (بالإنجليزية: John Greaves)‏ (و. 1950  م) هو موسيقي، ومغن مؤلف، ومغني، وملحن من المملكة المتحدة، وويلز، يستخدم آلات غيتار البيس، وقيثارة.

## التعليم
تعلم في كلية بمبروك ‏.

## روابط خارجية
- جون غريفز على موقع ميوزك برينز (الإنجليزية)
- جون غريفز على موقع أول ميوزيك (الإنجليزية)
- جون غريفز على موقع ديسكوغز (الإنجليزية)